# Luigi Biscardi
Luigi Biscardi (Larino, 13 settembre 1928 – Campobasso, 2 giugno 2019) è stato un politico italiano.

## Biografia
Fratello del noto giornalista sportivo Aldo Biscardi, era preside di liceo a Campobasso e dirigente superiore del Ministero della Pubblica Istruzione.
Nel dopoguerra aderì inizialmente al Partito d'Azione, per poi passare nel 1947 al Partito Socialista Italiano, con il quale fu sindaco di Larino a partire dal 1956, si candida alle elezioni politiche del 1963 nella circoscrizione Campobasso-Isernia ma non risultando eletto nonostante le 3.628 preferenze. Nel 1970 è eletto consigliere regionale del Molise per la provincia di Campobasso con 2.307 preferenze, venendo riconfermato cinque anni dopo con 3.064 voti individuali e anche nel 1980 con 2.728.
Lasciato il PSI, alle elezioni politiche in Italia del 1992 fu eletto al Senato nella circoscrizione Campobasso-Isernia nella Lista per il Molise (che comprendeva il Partito Democratico della Sinistra) e aderì al gruppo misto. Rieletto nel 1994 nel collegio uninominale di Campobasso con i Progressisti con il 40,07% davanti a Oscar Mele del Polo del Buon Governo (29,75%) e a Osvaldo Di Lembo del Patto per l'Italia (17,10%), fu vicepresidente della commissione istruzione pubblica e beni culturali. Riconfermato nel medesimo collegio a Palazzo Madama nel 1996 con L'Ulivo con il 52,84% davanti ad Antonino Maj del Polo per le Libertà (36,95%), aderì al gruppo "Sinistra Democratica". Ha ricoperto la carica di senatore fino al 2001.